# アパッチ野球軍
『アパッチ野球軍』（アパッチやきゅうぐん）は、花登筺原作・梅本さちお作画による漫画、およびそれを原作としたアニメである。
週刊少年キングで1970年35号から1972年26号まで連載。アニメはNET系列等で1971年10月6日から1972年3月29日まで放送。全26話。

## 概要
かつて高校野球で活躍するも自らの手で選手生命を断った（前作の『エースの条件』参照）青年・堂島剛が、過疎の村で社会からはみでた不良少年たちに野球を教えていくという物語である。ほぼ人間離れした野獣ともいえるようなキャラクター達が強烈で、いまだに根強いファンのいる伝説的な作品である。いわゆるスポ根の要素が皆無と言うわけではないが、むしろ「野球部の創設に伴って起こる様々の人間模様とそれを通じた人間的成長を描いた作品」という表現のほうが近い。そのためか、実際のルールと異なるジャッジが行われることも少なくなかった。作品内容の多くは、閉鎖的な村の中で起こる村人と飯場の人間との対立や、野球で一儲けしようと企む商人、その商人と村長との選挙を通じた癒着などの社会派ドラマに当てられている。
なお、アニメは原作の途中までしか描かれていない。原作ではその後、網走・材木・モンキーの3人の実力が突出し、チーム内で対立する様などが描かれている。
本作の主人公・堂島剛の高校時代を描いた前日譚の『エースの条件』は1969年（昭和44年）に少年キングで連載されていた。こちらも原作は花登筐が手がけているが、作画は本作とは異なり水島新司による。本作アニメ化に際し、プロローグでネギ監督と堂島の父親と妹のみ登場しているほか、シリーズ中盤において、堂島が父親たちの前で自らの左腕に大怪我を負わせる回想シーンが「エースの条件」から引用されている。
差別的と思われる表現・描写が作中に多々含まれることなどから漫画、アニメともに復刻（ソフト化）は困難とされてきたが2002年（平成14年）に限定生産でアニメのDVD-BOXが発売され、2005年（平成17年）には原作の漫画が復刊した。
DVD版は、"表現やせりふの一部に、今日では不適切と思われる個所がある" ことを認めたうえで、"作品の歴史的価値を重視"し、オリジナルに忠実に収録されている。
お笑いコンビ・ガンリキの佐橋大輔が同作品を題材としたものまね（主人公・堂島剛のまね）を得意としており、「とんねるずのみなさんのおかげでした」の人気企画「博士と助手〜細かすぎて伝わらないモノマネ選手権〜」や「爆笑そっくりものまね紅白歌合戦スペシャル」などの番組で何度か披露した事がある。

## ストーリー
主人公・堂島剛はもともと甲子園を制した超一流の野球選手であったが、プロに入る直前に父親の拝金主義の餌食になることに反発し、父の目前で自らの左手に割れたビール瓶を突き立て、二度とボールを握れない身体となる。こうして選手生命を断った堂島は、恩師・ネギ先生の勧めで、四国・愛媛県松山の郊外にある過疎の村・猪猿村（いのさるむら）で野球部コーチになる仕事を引き受ける。
ところが、猪猿村は単なる「田舎」というよりは、文明以前の原始人が弱肉強食の掟によって暮らす「無法地帯」のような場所であり、近隣の住民からは「アパッチ村」と呼ばれて恐れられていた。最初はよそ者を受け付けないアパッチ村の人々であったが、次第に堂島を認めるようになり、共に甲子園を目指して奮闘していく。

## 登場人物
記述は基本的にアニメ版に準ずる。守備位置と打順はQL学園との試合（アニメでは唯一全メンバーが揃った試合）のもの。

### 塾の講師
堂島 剛（どうじま たけし）
声 - 野田圭一
主人公。22歳。常に前向きで、何度も挫折を繰り返すがそのたびに立ち上がる根性の持ち主。野球を通じて社会のルールも知らない生徒達を人間らしく育てるべく奮闘する。元はサウスポーであるが高校時代はスイッチピッチャーとして活躍し、甲子園決勝戦では史上初のパーフェクトゲームという偉業を成し遂げた。
岩城 千恵子（がんじょう ちえこ）
声 - 坪井章子
岩城校長の孫娘。校長の運営する、村に一つしかない学校（私塾）において小学生から高校生まで教えている教師。堂島に恋心を抱き、最終回では松山を去る堂島に同行した。
岩城（がんじょう）校長
声 - 富田耕生
元教師で、村に高校が無いために高校生を対象とした私塾を運営している。常に堂島や生徒たちのよき理解者であり、後援者である。北辰一刀流の使い手で五段。生徒（選手）を信じる堂島に感心する反面、彼らがまだ精神的にも未熟で教育してやらなければ行けないことを堂島に説いた。

### 村の大人たち
村長
声 - 永井一郎
花子の父。小森のコネで票をまとめ、長らく村長の座に君臨していたが、野球部創設に伴う様々の事件で小森と決裂し、落選した。
小森（こもり）
声 - 矢田耕司 /増岡弘（一部）
コウモリの父親。村に一つしかないよろず屋の主で村中に顔が利く。後に村長に就任。備品で儲けるためアパッチ野球軍を潰して新しい野球部を作ろうとした業突く張り。
ダム技師長
声 - 田の中勇
マリの父親。東大卒。仕事柄家を空けることが多いことからマリを一時不良にしてしまったことを悔いて、自分の元に妻と共に置くことにした。ダム工事も滞っており、ダム工事現場者と村民を刺激しない為に中立を保っている。ことなかれ主義。

### 生徒たち（ダム派）
生徒たちは当初、村派とダム派が対立しており、教室でも左右に分かれて座っていた。
網走（あばしり）
声 - 柴田秀勝/野沢雅子(幼少期)
テンガロンハットとチョッキ、腹に巻いたさらしがトレードマーク。ダム工事の飯場の主任の子でナイフ投げの名手。堂島への反発から野球に無関心の立場を貫いていたが、実はプロの投手になるのが夢であり、堂島に「俺をも超える逸材」と言わしめた天才的素質をもつアパッチ野球軍のエース。斜に構えたニヒルな性格であるが、クレバーであり反発しながらもモンキー、ハッパの命を救ったこともある。本来は右利きであったが、ナイフ投げの癖がついてしまったためにコントロールは皆無であり、参戦当初は戦力にならなかった。のちに自力で左投をマスターし、豪速球の右と制球力に優れた左を武器とするスイッチピッチャーに成長した。一匹狼を気取ってた時期もあったが、幼少時代は幼稚園に行きたがったり、QL学園戦の最終回の一投で亡き母親を思い出すなど、人並の感受性は持っている。
5番（打順） / 投手
ハッパ
声 - 田中亮一
団子っ鼻の小柄な少年。飯場のダイナマイト管理者の息子なので「発破」。堂島への反感からグラウンドにあった岩を飯場から持ち出したダイナマイトで爆破、堂島にも重傷を負わせたが、負傷した当の堂島から庇われそれ以後は彼に心酔する。エンディングではアパッチチームのキャプテンとうたわれているが、実際にキャプテンに命じられた明確な描写はない。ダイコンに好意を持っており、漫画版では非常に仲睦まじい様子を見せている。
3番（打順） / 三塁手
大学（だいがく）
声 - 森功至
寺の息子でカッターシャツにズボン、学帽、眼鏡という唯一真っ当な学生の格好をしている生徒。あだ名が示すとおり真面目な秀才。当初は野球に関心を示さなかったが10話で小学生に惨敗したアパッチを罵倒。この時実は少年野球に所属していた時代もあり、唯一の経験者であることを口走り半ば堂島に強引に参加させられた。その後はガラリと協力的になり、チームの知恵袋や堂島の代理を務めるなどして活躍する。QL学園戦では負傷退場。
1番（打順） / 一塁手
マリ
声 - 山口奈々/坪井章子(第8話のみ)
尖った眼鏡をかけた茶髪のロングヘアーの女生徒。大学と同じく勤勉派。ダム技師長の娘で都内出身。都内在住時に不良グループに入った経緯で猪猿村に隔離された。チームには参加しないものの「堂島がいなくなれば刺激が無くなる」としてチーム存続を促したこともある。アニメ版の後半では登場しなくなる。

### 生徒たち（村派）
材木（ザイモク）
声 - 北川国彦
木こりの子で、高校生ながら腕一本で病気の母親を食わせている。アパッチ野球軍のスラッガーで捕手を務める巨漢。堂島からキャプテンに任命されている。モンキーやハッパと並んで、早期から堂島に心酔した1人。父親は遭難後行方不明で精神障害を持った母親がいるが入院して正気を取り戻した。野球道具の買い出しに町に向かった際、その母親にテレビを見せてやりたいと預かった野球道具代に手を出してしまい、その結果村を大騒動に陥れてしまう。
4番（打順） / 捕手
モンキー
声 - 大竹宏 / 田の中勇（12話以降）
材木と同じく木こりの子。小柄ながらそのずば抜けた走力と身の軽さで堂島に「外野を一人で守れる」と言わしめた逸材。悪童が多いメンバーの中でも「人殺しは嫌い」と当初からポリシーを持っていた数少ない人物。材木とともに野球道具の買い出しを任されたが、都会と大金の誘惑に負けて野球道具代を使い込んでしまう。 アパッチ野球軍に野球道具を贈ることと新聞でアパッチを報道してもらうことと引き換えに、社会人野球に甘んじて引き抜かれようとしたことがある。
2番（打順） / 中堅手
オケラ
声 - 山田俊司/ はせさん治（10話のみ）
上半身は常に裸。ダム派ではないが賭けに勝った際の戦利品である2本線の入った保護帽（職長用?）を常用している。当初は一塁手を任されていた。しかし小森の圧力で一度アパッチ野球軍を脱退したため、最後の試合でもレギュラー出場が出来なかったが代打として出場。OP、EDでは左投げとして描かれているが本編では右投げ。
モグラ
声 - 山本相時
小さい頃落石で母親を亡くし、それ以後飛んでくるもの全てを怖がっていたが特訓で克服した。オケラと同じく一度アパッチ野球軍を脱退したためにレギュラーになれなかったが代走として出場。
ダニ
声 - 野島昭生 / 加藤治（一部）
ごつい顔をしている。アニメの初登場シーンでは高い木を楽々と上り下りしてみせた。OPでは顔面に打球を受け出血しながらも即座に送球する根性を見せていた。小学生との練習試合で三塁に逆走しそのまま折り返してホームに突っ込みチームメイトから袋叩きにされていた。
6番（打順） / 二塁手
コウモリ
声 - はせさん治/ 田の中勇（9話のみ）
小森の息子で、学帽に狡猾そうな顔をした少年。何かと父親の権威を振り回して煙たがられている。父親の意向に沿ってアパッチ野球軍とは別の野球部を立ち上げようとするが悉く失敗。結局アパッチ野球軍に入った。QL学園戦では負傷したダイコンに代わり9番・右翼手に入る。チームで唯一のユニフォーム着用者。
花子（はなこ）
声 - 桜井妙子
村長の娘で村の子供たちのまとめ役。初期から堂島に好意を抱いており何かと便宜を図っていた。上着はセーラー服だが下はもんぺ。
8番（打順） / 左翼手
ダイコン
声 - 山本圭子
ころころした体型の三つ編みおさげの女の子。QL学園との試合では、大飛球をフェンスに激突･負傷しながらもキャッチしてのけ、チームの心を一つにまとめた。コウモリと入れ替わりベンチに下がる。実はハッパから好意を持たれていた。
9番（打順） / 右翼手
コケラ
声 - 菅谷政子
オケラの弟で中学生。父が小森の圧力でオケラを小森の野球部に入れてしまったため母親がアパッチ野球軍に入れた。OPには登場していない。
7番（打順） / 遊撃手

## アニメ

### スタッフ
- 製作担当：原徹
- 企画：飯島敬（東映動画）
- 原作：花登筺、梅本さちお
- 脚本：花登筺、塩谷卓司
- 音楽：服部公一
- プロデューサー：宮崎慎一（NET）
- 作画：山崎和男、丹内司、富永貞義、森下圭介、荒木伸吾 他
- 撮影：高梨洋一、不破孝喜、山田順弘、細田民男、武井利晴、林和夫、酒井寿一、吉村次郎、清水政夫、菅谷正昭
- 編集：鈴木寛、上中哲夫、鳥羽亮一、花井正明、本山収
- 効果：大平紀義
- 録音：二宮健治、小西進、荒川文雄、波多野勲
- 記録：黒石陽子、池田紀代子、小林ふみ子、中嶋晴代、大橋千加子、鈴木素子、早見佐代子、的場節代
- 選曲：宮下滋
- 現像：東映化学
- 演出助手：奥西武、横田和善、山吉康夫、早川啓二、福島一美、佐々木皓一、磯本憲昭、浦上昭人
- 製作進行：工藤浩市、堤四四三、館浩二、豊島勝義、広岡修、佐野禎史
- 制作：東映、NET

補足
現在存在するOPとEDには、プロデューサー・制作とも「NET」はクレジットされておらず、しかもその部分のテロップのフォントが他の部分と違っている。恐らく本放送時には「NET」とクレジットされていたものと思われる。

### 主題歌
レコードは日本コロムビアから発売。
オープニングテーマ - 「アパッチ野球軍」
作詞 - 花登筺 / 作曲 - 服部公一 / 歌 - 林恵々子
エンディングテーマ - 「みんなみんな」
作詞 - 花登筺 / 作曲 - 服部公一 / 歌 - 坂本新兵

### 各話リスト
| 話数 | 放映日         | サブタイトル              | 演出       | 作画監督 | 美術     |
| ---- | -------------- | ------------------------- | ---------- | -------- | -------- |
| 1    | 1971年 10月6日 | 傷だらけのエース          | 宮崎一哉   | 森下圭介 | 山崎誠   |
| 2    | 10月13日       | 他国者（よそもの）は刺せ! | 高畑勲     | 生頼昭憲 | 山崎誠   |
| 3    | 10月20日       | 犯人（ほし）を探せ        | 茂野一清   | 菊池城二 | 伊藤英治 |
| 4    | 10月27日       | 白昼のダイナマイト        | 葛西治     | 高倉健夫 | 伊藤英治 |
| 5    | 11月3日        | 天狗岩の死闘              | 佐々木勝利 | 福田新   | 山崎誠   |
| 6    | 11月10日       | 走れ!ボロ馬車             | 岡崎稔     | 永樹凡人 | 伊藤英治 |
| 7    | 11月17日       | 誘惑の町                  | 葛西治     | 富永良   | 山崎誠   |
| 8    | 11月24日       | 黒い霧と白い球            | 宮崎一哉   | 森下圭介 | 伊藤英治 |
| 9    | 12月1日        | 死んでも離すな!           | 茂野一清   | 菊池城二 | 伊藤英治 |
| 10   | 12月8日        | 初陣ショック!             | 岡崎稔     | 高倉健夫 | 山崎誠   |
| 11   | 12月15日       | 絶対ピンチ!               | 宮崎一哉   | 森下圭介 | 伊藤英治 |
| 12   | 12月22日       | 全員逆転せよ!             | 高畑勲     | 石黒育   | 山崎誠   |
| 13   | 12月29日       | 太陽に向かって打て        | 明比正行   | 森下圭介 | 伊藤英治 |
| 14   | 1972年 1月5日  | 新チーム誕生              | 茂野一清   | 菊池城二 | 山崎誠   |
| 15   | 1月12日        | この旗の下に              | 葛西治     | 品川丈夫 | 伊藤英治 |
| 16   | 1月19日        | 秘められた熱球            | 宮崎一哉   | 菊池城二 | 山崎誠   |
| 17   | 1月26日        | ピッチャー網走            | 高畑勲     | 石黒育   | 伊藤英治 |
| 18   | 2月2日         | 意地と根性                | 明比正行   | 荒木伸吾 | 山崎誠   |
| 19   | 2月9日         | スイッチピッチャー!       | 茂野一清   | 菊池城二 | 山崎誠   |
| 20   | 2月16日        | 負けてたまるか            | 葛西治     | 荒木伸吾 | 山崎誠   |
| 21   | 2月23日        | アパッチ大遠征            | 宮崎一哉   | 菊池城二 | 伊藤英治 |
| 22   | 3月1日         | ならぬ堪忍                | 葛西治     | 菊池城二 | 山崎誠   |
| 23   | 3月8日         | するが堪忍                | 宮崎一哉   | 荒木伸吾 | 山崎誠   |
| 24   | 3月15日        | はだしの英雄たち          | 宮崎一哉   | 荒木伸吾 | 山崎誠   |
| 25   | 3月22日        | 目ざせ!甲子園             | 宮崎一哉   | 荒木伸吾 | 山崎誠   |
| 26   | 3月29日        | 胴上げの詩                | 宮崎一哉   | 荒木伸吾 | 山崎誠   |

### 放送局
- NET (制作局) ：水曜 19:30 - 20:00
- 北海道テレビ：水曜 19:30 - 20:00
- 青森テレビ：水曜 19:30 - 20:00[5]
- 岩手放送：金曜 17:00 - 17:30（1972年2月 - 3月）→ 金曜 16:59 - 17:28（4月 - 7月5日）→金曜 17:00 - 17:30（7月12日 - 8月） [6]
- 秋田放送：水曜 17:30 - 18:00[7]
- 山形テレビ：水曜 18:00 - 18:30[8]
- 宮城テレビ：日曜 8:30 - 9:00[9][注釈 4]
- 福島中央テレビ：水曜 19:00 - 19:30[11]
- 新潟放送：金曜 17:30 - 18:00[12]
- 福井放送：水曜 18:00 - 18:30[13]
- 静岡放送：木曜 17:30 - 18:00（1971年12月2日放送開始）[14]
- 名古屋テレビ：金曜 19:00 - 19:30[15]
- 毎日放送：水曜 19:30 - 20:00
- 山陰放送：月曜 18:00 - 18:30[16][注釈 5]
- 広島ホームテレビ：水曜 19:30 - 20:00
- テレビ山口：火曜 18:00 - 18:30（1972年6月時点）[18]
- 四国放送：火曜 17:00 - 17:30（1972年6月時点）[19]
- 瀬戸内海放送：水曜 19:30 - 20:00
- テレビ愛媛：土曜 18:00 - 18:30（1972年6月時点）[20]
- 高知放送：水曜 18:00 - 18:30[21]
- 九州朝日放送：水曜 19:30 - 20:00[22]
- 長崎放送：水曜 18:00 - 18:30[22]
- テレビ熊本：金曜 18:00 - 18:30[22]
- 宮崎放送：火曜 18:00 - 18:30[23]
- 鹿児島テレビ：水曜 18:00 - 18:30（1971年12月8日放送開始）[24][注釈 6]

## コミックスサブタイトル
コミックスの復刻版が コミックパーク にてオンデマンド・ブック販売されている。
- 第1巻 アパッチ部落潜入
- 第2巻 苦難の第一歩
- 第3巻 血みどろの試練
- 第4巻 傷だらけの闘魂
- 第5巻 激闘の初勝利
- 第6巻 白熱の遠征試合